# Háczky Kálmán
Csengeri Háczky Kálmán (Magyargencs, Vas vármegye, 1828. szeptember 20. – Zalaegerszeg, 1904. október 11.) 1848-as honvéd főhadnagy, országgyűlési képviselő a függetlenségi programmal, a "Zala Megyei Gazdasági Egyesület" elnöke 1883 és 1898 között, Zala vármegyei közigazgatási bizottság tagja, földbirtokos.

## Családja és származása
A tekintélyes római katolikus nemesi csengeri Háczky család sarja. Apja, csengeri Háczky Ferenc (1783–1861), több megye táblabírája, földbirtokos, anyja, a forintosházi Forintos család sarja, forintosházi Forintos Erzsébet (1793–1834) asszony volt. Apai nagyszülei csengeri Háczky József (1741–1818) Vas vármegyei táblabíró, kemeneshőgyészi és magyargencsi földbirtokos, valamint miskei és monostori Thassy Rozália (1757–1812) asszony voltak. Anyai nagyszülei forintosházi Forintos Károly (1763–1834), táblabíró, földbirtokos, és gulácsi Farkas Anna Borbála (1770-1805) voltak. Anyai dédszülei forintosházi Forintos Gábor (1723-1782), királyi tanácsos, Zala vármegye első alispánja, országgyűlési követe, táblabíró, jogász, birtokos és lomniczai Skerlecz Erzsébet (1732-1802) voltak. Anyai nagybátyja, forintosházi Forintos Károly (1795–1866), táblabíró, mihályfai birtokos, ellenzéki tag volt.

## Élete
Pápán a Bencés gimnáziumban végzett, majd Sopronban jogot tanult. Az 1848–49-es forradalom és szabadságharc alatt 1848 júliusában beáll a honvédsereghez. Pápán beállt bonyhádi Perczel Mór seregébe. 1848. december 11-én hadnagy és zászlóalj segédtiszt, 1849. január 16-án főhadnagy a 60. (Somogy megyei) honvédzászlóaljnál, a drávai hadtestben, majd a Központi Mozgó Seregnél. 1849. február 11-én kérésére leszerelték. Nagyalásonyi Barcza Annával kötött házassága után egy ideig Uraiújfaluban éltek, majd átköltöztek Csabrendekre. Rövid ideig a Sárvári Járás főszolgabírója volt, de nem szerette a hivatali munkát ezért visszament gazdálkodni. Apja halála után testvérével, Háczky Sándorral, elosztoztak a vagyonon, így övé lett Szalmavár-puszta és a Somogy megyei Csákányos és Nemesvid közötti major. 1867.-étől a Vas megyei Honvédegylet tagja lett. Csabrendek környékén is terjedelmes birtokai voltak, Somlón szőlője egy négyszobás lakással és pincével amelyet, 1878-ban vásárolt és épített. Belekerült Zala vármegye politikai életébe: 1875-ben a zalaszentgróti kerület képviselővé választotta függetlenségi programmal, amelynek egész életén keresztül tántoríthatatlan híve maradt: 1884-től a Függetlenségi és Negyvennyolcas Párt nagy támogatója volt Zalában.
Savanyú Jóska a betyár 1881-ben ki akarta rabolni Háczky Kálmánt, mert megtudta, hogy a testvérének, Háczky Sándornak 60 000 aranyforintért eladott egy birtokot Magyargencsen. 1881. augusztus 31-én embereivel körbevette Háczky Kálmán csabrendeki kúriáját. Aznap Háczky Kálmán együtt vadászott várbogyai és nagymádi Bogyay Antal (1828–1881) a volt sümegi szolgabíróval, orahoviczai és görcsönyi Mihálovich Lajossal és Czompó Lajos segédlelkésszel. A vacsorára várva kártyáztak, mikor este 8 és 9 óra között Savanyú hat emberével körbevették az épületet. Savanyú két másik társa kíséretében bement a házba, először a konyhába, hogy a személyzet vezesse őket az urasághoz. A konyhában voltak Pálvolics Lajos szolgáló, Hegyi Mária szolgáló, Molnár Lizi szakácsnő. Az ebédlő Vidos Ilona házvezetőnő és Forgáts Klára szobalány. Egyik betyár a konyhában maradt, Savanyú és egy másik benyitotta az ebédlő ajtaját, és bedugták a két puska csövét azzal a felszólítással, hogy aki megszólal, meghal. Az ebédlőben ekkor fejezte be a terítést Vidos Ilonka házvezetőnő és a szolgáló éppen beszólt az uraknak a kártyaszobába, ahol várakoztak, hogy kész a vacsora. Ekkor lépett ki a szobából Bogyay Antal és azonnal vissza is ugrott félrelökve Háczky Kálmánt. Bogyay feltépte az ablakot, és kiugrott rajta, mikor az ablak alatt álló Káplár Németh József nevezetű betyár lelőtte: a volt sümegi szolgabíró meghalt. A sikertelen rablási kísérlet után Savanyúék kimentek attól való félelmükben, hogy a szobából rájuk lőnek. Azzal a felszólítással mentek el, hogy visszajönnek. Ezután Háczky Kálmán 1881-ben Zalaegerszegre költözött. Barátságot ápolt egyházasbüki Dervarics Imre (1842–1910) földbirtokossal, aki a Függetlenségi és Negyvennyolcas Párt keszthelyi kerületi elnöke, a zalamegyei nemesi és alapítványi választmány tagja volt; Háczky Kálmán fia, ifjabb csengeri Háczky Kálmán (1858–1907) földbirtokos, végül feleségül vette Dervarics Imre egyik lányát, egyházasbüki Dervarics Blankát.
Iszkázi Árvay István ügyvéd egyesületi elnök lemondása után 1883-től csengeri Háczky Kálmán földbirtokos a "Zala Megyei Gazdasági Egyesület" elnöke lett, melynek buzgó alapító tagja is volt. 1887. május 1.-jén felvetetett Zalaegerszegen az egyesület háza nagytermében a "szentiván-zalaegerszeg-alsólendva-csáktornyai" vasút útvonala megtervezése. Csengeri Háczky Kálmán, a zalaegerszeg-szentiváni helyiérdekű, vasútügyi érdekeltség végrehajtó bizottságának elnöke is lett. Idős korában, 70 évesen, 1898-ban mondott le a Gazdasági egyesület elnöki posztjáról, 16 év szorgalmas munkalkodás után. 1898. szeptember 25.-én az elnökét választotta meg az egyesület: hertelendi és vindornyalaki Hertelendy Ferenc földbirtokos követte Háczky Kálmánt.
1904. október 11.-én hunyt el Zalaegerszegen. Haláláról szóló újság cikkében azt közölték, hogy: "A közéletben mint okos, tapasztalt főt, gyakorlati gondolkodású férfiút ismerte az egész vármegye; a politikában erős ellenzéki érzelmű, magyar szivü ember volt. Agilitása befolyása, tekintélye minden téren elismert. Késő aggkoráig nem szűnt meg a közügyekkel foglalkozni; csak az utolsó kót évben vonult teljesen vissza kinzó aszthmája miatt, amely halálát okozta az erős szervezetű férfiúnak."

## Házassága és gyermekei
1856. december 18-án Vámoscsaládon vette feleségül a római katolikus nagyalásonyi Barcza Anna Julianna (*Vámoscsalád, 1836. október 23.–†Csabrendek, 1878. január 6.) kisasszonyt, akinek a szülei nagyalásonyi Barcza Kristóf (1813–1884), földbirtokos, és alsószelestei Szelestey Julianna (1816–1845) voltak. Az apai nagyszülei nagyalásonyi Barcza Imre (1779–1830), földbirtokos, 1809-ik inszurrekciós zalai főhadnagy, és bezerédi Bezerédj Anna (1781–1840) asszony voltak. Az anyai nagyszülei alsószelestei Szelestey József (1759–1817), Vas vármegyei szolgabíró, földbirtokos, 1809-ik inszurrekciós vasi kapitány, és Keresztényi Katalin (1788–1861) úrnő voltak. A menyasszony apai dédszülei bezerédi Bezerédj Péter (1754–1812), insurgens kapitány, földbirtokos, és barkóczi Rosty Magdolna (1762–1799) voltak. Háczky Kálmán és Barcza Anna hazásságkötésénél a tanúk szentgyörgyvölgyi Csupor Gábor, valamint a menyasszony nagybátyjai nagyalásonyi Barcza Sándor (1811–1885), a majdani zalai alispán, fivére, Barcza Ferenc (1814–1893), cs. és kir. kapitány voltak. Frigyükből született:
- Háczky Aranka Julianna Franciska (*Uraiújfalu, 1857. október 2.–†Kaszaháza, 1909. szeptember 27.).[9] Férje: nagyszigethi Szily Dezső Imre (*Izsák, 1841. július 23.–†Kaszaháza, 1910. január 10.).[10]
- Háczky Kálmán Ferenc Kristóf (*Uraiújfalu, 1858. szeptember 11.–†Budapest, 1907. szeptember 21.), határrendőrségi felügyelő, földbirtokos.[11] Felesége, egyházasbüki Dervarics Blanka Mária (*Kilimán, 1870. január 31.–†1961)
- Háczky Ilona Mária Erzsébet (*Uraiújfalu, 1860. január 18.–†Budapest, 1928. november 3.).[12] Férje: dukai és szentgyörgyvölgyi dr. Széll Ignác (*Gasztony, Vas vármegye, 1845, augusztus 13.–†Szombathely, 1914. március 21.), Vas vármegyei alispán, belügyminiszteri államtitkár.
- Háczky Gizella Mária Terézia (*Uraiújfalu, 1862. január 27.–†Budapest, 1937. március 27.).[13] Férje: baranyavári Baranyay Ödön (*Pacsa, 1858. augusztus 1.–†Baja, 1906. május 5.), földbirtokos, megyebizottsági tag.[14]
- Háczky Anna Mária Julianna (*Csabrendek, 1876. november 15. –†Zalaegerszeg, 1896. június 13.). Férje: nemes Vaszary Béla Rudolf (*Hegykő, Sopron vármegye, 1869. április 17.–†Szilsárkány, Győr, Moson és Pozsony k.e.e. vármegye, 1943. június 27.), huszár főhadnagy.[15][16]